# Roger Blaizot
Roger Charles André Henri Blaizot (1891 – 1981) là một tướng quân Pháp, một nhà chỉ huy quân sự trong chiến tranh thế giới thứ hai. Ông phục vụ tại Đông Dương với tư cách tổng Tư lệnh quân viên chinh Pháp tại từ năm (04/1948-09/1949), thay tướng Valluy.